# Jaskółka (opera)
Jaskółka (La rondine) – opera Giacoma Pucciniego z 1917 roku

## Osoby
| Rola                                                                     | głos        |
| ------------------------------------------------------------------------ | ----------- |
| Magda de Civry                                                           | sopran      |
| Ruggero Lastouc                                                          | tenor       |
| Rambaldo Fernandez                                                       | baryton     |
| Lisette, pokojówka Magdy                                                 | sopran      |
| Prunier, poeta                                                           | tenor       |
| Yvette, przyjaciółka Magdy                                               | sopran      |
| Bianca, przyjaciółka Magdy                                               | sopran      |
| Suzy, przyjaciółka Magdy                                                 | mezzosopran |
| Périchaud, przyjaciel Rambaldo                                           | baryton     |
| Gobin, przyjaciel Rambaldo                                               | tenor       |
| Crébillon, przyjaciel Rambaldo                                           | bas         |
| Rabonnier                                                                | bas         |
| majordomus                                                               | bas         |
| arystokraci, studenci, malarze, kwiaciarki, artyści, żołnierze, kelnerzy | chór        |

## Czas i miejsce akcji
Akcja rozgrywa się w Paryżu i Riwierze w latach 20. XX wieku. W pierwotnej wersji rozgrywała się w czasach II Cesarstwa (1852–1870).

## Treść
Akt I
Salon Magdy, Paryż
Podczas przyjęcia organizowanego przez kurtyzanę Magdę poeta Prunier wyjawia swą teorię dotyczącą miłości. Przyjaciółki Magdy, Yvette, Bianca oraz Suzy kpią z niego, podczas gdy służąca Magdy, Lisette odpowiada poecie iż nie ma pojęcia o czym mówi. Prunier czuje się urażony więc Magda każe służącej odejść. Prunier twierdzi, że nikt nie oprze się romantycznej miłości i śpiewa pieśń o Dorettcie, która odrzuciła propozycję małżeństwa od samego króla ponieważ ważniejsza dla niej była prawdziwa miłość. Magda, widząc, że poeta nie wie jak zakończyć pieśń, którą zaczął, kończy za niego śpiewając jak Doretta zakochuje się w studencie ("Chi il bel sogno di Doretta"). Goście Magdy są oczarowani jej śpiewem, a Rambaldo, jej protektor, wręcza jej naszyjnik z pereł. Lisette obwieszcza przybycie młodego mężczyzny o imieniu Ruggero - syna przyjaciela Rambalda z lat szkolnych. Nostalgicznie nastrojona Magda przywołuje czasy, gdy będąc młodą, pracującą dziewczyną radośnie spędzała czas tańcząc w Bullier, gdzie doświadczyła pierwszej miłości("Ore dolci e divine"). Goście sugerują Prunierowi, aby napisał piosenkę na bazie historii Magdy lecz ona woli pieśni o wielkich heroinach takich jak Berenika czy Salome. Prunier demonstruje swoje umiejętności wróżenia z ręki, podczas gdy Lisette przyprowadza Ruggero. Prunier odczytuje wróżbę dla Magdy i mówi jej, że jest niczym jaskółka, ciągnie ją do podróży w kierunku słońca i prawdziwej miłości. Ruggero tłumaczy, że jest w Paryżu pierwszy raz i dopytuje o najlepsze miejsca na spędzenie wieczoru. Po burzliwej dyskusji Lisette poleca Bullier'a. Ruggero wychodzi. Magda beszta swych gości za naigrawanie się z niego. Gdy wszyscy wychodzą Magda mówi Lisette, że zostanie tego wieczoru w domu. Lecz w przypływie zachcianki decyduje się iść do Bullier'a. Idzie się przebrać. W tym czasie Prunier powraca w tajemnicy, aby odprowadzić Lisette do Bullier'a. Zaczyna z nią flirtować. Lisette ma na sobie kapelusz Magdy. Prunier mówi, że mu się nie podoba i każe jej go zdjąć. Powraca Magda w przebraniu pracującej dziewczyny. Śpiewa fragment pieśni Pruniera o Dorettcie i wychodzi szczęśliwa na czekającą ją przygodę.
Akt II
Bullier's, Paryż
Bar wypełniony jest po brzegi studentami, artystami i dziewczynami, które tańczą i śpiewają. Swym wejściem Magda przyciąga uwagę kilku młodych mężczyzn. Szybko udaje się w kierunku stolika, przy którym siedzi Ruggero. Przeprasza go i mówi, że natychmiast odejdzie jak tylko jeden z młodych mężczyzn przy barze przestanie się jej przyglądać. Ruggero, który nie poznał Magdy w jej przebraniu, prosi aby została. Zaczynają rozmawiać i Ruggero mówi jej, że przypomina mu pewną cichą i wytworną dziewczynę z jego miasta, Montauban, Zaczynają tańczyć. Prunier i Lisette wchodzą kłócąc się, gdyż Prunier pragnie zmienić Lisette w wykształconą damę. Magda i Ruggero powracają do swojego stolika. Magda zaczyna wspominać swą dawną miłość. Ruggero pyta ją o imię, na co ona odpowiada "Pauletta". Magda zapisuje swoje fałszywe imię na obrusie, a Ruggero dopisuje jego pod spodem. Wzajemna fascynacja między Magdą a Ruggerem rośnie podczas trwania dalszej rozmowy. Lisette i Prunier przechodzą obok ich stolika, Lisette rozpoznaje Magdę. Magda daje znać Prunierowi, aby ten zachował jej sekret w tajemnicy co ten czyni mówiąc Lisette, że ta się myli. Aby to udowodnić przedstawia Lisette Magdzie, która stara się potwierdzić swą fałszywą tożsamość. Dwie pary siadają przy jednym stoliku, piją i wznoszą toasty za miłość. Prunier zauważa, że do lokalu wchodzi Rambaldo. Prosi Lisette, aby ta wyprowadziła Ruggero na parę minut co też czyni. Rambaldo żąda wyjaśnień od Magdy za jej zachowanie oraz przebranie. Magda odpowiada mu, że nie nic więcej do dodania do tego co już widział. Rambaldo sugeruje aby wyszli razem lecz ona odmawia i deklaruje swą miłość do Ruggero. Przeprasza Rambalda za ból, jaki mu przysparza swoimi czynami. Rambaldo mówi jej, że nie może powstrzymać jej od bycia z Ruggero. Gdy Rambaldo wychodzi pojawia się Ruggero i mówi Magdzie, że zaczyna świtać. Decydują się na wspólne życie razem jednak Magda martwi się czy nie oszukuje Ruggera.
Akt III
Lazurowe Wybrzeże
Magda i Ruggero żyją razem na Lazurowym Wybrzeżu od kilku miesięcy. Rozmawiają o tym jak się pierwszy raz spotkali oraz ich szczęśliwym życiu razem tuż nad morzem. Ruggero mówi Magdzie, że napisał do swojej matki z prośbą o pieniądze, aby spłacić ich rosnące długo oraz o zgodę na jego ślub. Ruggero wyobraża sobie ich wspólne życie po ślubie oraz dzieci jakie będą mieli ("Dimmi che vuoi seguirmi"). Magda jest głęboko wzruszona lecz również niespokojna, wie, że jej przeszłość jako kurtyzany może być nie do przyjęcia dla rodziny Ruggera jak i dla niego samego. Gdy Ruggero wychodzi, aby wysłać list Magda rozmyśla nad swym dylematem, targana rozterką między wyjawieniem mu prawdy a zranieniem go i utratą jego miłości. Pojawiają się Prunier i Lisette. Lisette miała krótką i katastrofalną karierę jako śpiewaczka. Jej występ w Nicei poprzedniego wieczoru był katastrofą. Ona i Prunier sprzeczają się czekając na Magdę. Gdy ta się pojawia Lisette błaga ją o powrót, a Magda się zgadza. Prunier jest zaskoczony, że Magda może być szczęśliwa z dala od Paryża. Przekazuję jej wiadomość od Rambalda, który chce aby do niego powróciła za wszelką ceną lecz ona nie chce tego słuchać. Ruggero powraca z listem od matki, w którym pisze, że jeśli narzeczona Ruggero posiada tyle cnót, o których pisał jej syn to pobłogosławi ich małżeństwo. Przywita z radością młodą parę w progach swego domu i przesyła pocałunki dla Magdy. Magda nie może już dłużej utrzymać swego sekretu. Wyznaje Ruggerowi prawdę o swojej przeszłości i mówi, że nigdy nie będzie mogła być jego żoną, nie może być powodem smutku jego rodziców. Ruggero błaga Magdę, aby go nie porzucała ("Ma come puoi lasciarmi"), lecz Magda jest nieugięta w swym postanowieniu, że nie mogą być razem i że Ruggero musi powrócić do swego domu. Niczym jaskółka odlatuje do Rambalda i jej dawnego życia pozostawiając za sobą zrozpaczonego Ruggera.